# Newfoundland
Novi Foundland, Nova Fundlandija, „Baccalaos“ – »zemlja bakalara«, Novi Fundland, (engl. Newfoundland, fr. Terre-Neuve), kanadski je otok u Atlantskome oceanu. Dio je Kanadske pokrajine Newfoundland i Labradora. Površina otoka iznosi 108 860 km² i ima 479 105 stanovnika.

## Veći gradovi i naselja
(U zagradama broj stanovnika 2006.)
1. St. John’s (100 646)
2. Mount Pearl (24 671)
3. Conception Bay South (21 966)
4. Corner Brook (20 083)
5. Grand Falls-Windsor (13 558)
6. Paradise (12 584)
7. Gander (9951)
8. Stephenville (6588)
9. Torbay (6281)
10. Portugal Cove-St. Philip's (5575)

## Vanjske poveznice
- Službeno mrežno mjesto pokrajinske vlade